# アリス・モンタギュー (第5代ソールズベリー女伯)
第5代ソールズベリー女伯アリス・モンタギュー（Alice Montague, 5th Countess of Salisbury, 1407年 - 1462年12月9日以前）は、イングランド貴族の女性で、1428年に第5代ソールズベリー女伯、第6代モンザーマー女男爵、第7代および第4代モンタギュー女男爵となった。夫のリチャード・ネヴィルは、アリスとの結婚により第5代ソールズベリー伯となった。
アリスは1407年、第4代ソールズベリー伯トマス・モンタギューと、第2代ケント伯トマス・ホランドとアリス・フィッツアランの娘であるエレノア・ホランドの一人娘として生まれた。アリス・フィッツアランは、第10代アランデル伯リチャード・フィッツアランとエレノア・オブ・ランカスターの娘であった。
アリスは1459年11月、悪魔の議会によって大逆罪で訴追された。アイルランドに逃亡し、1460年春に息子のウォリック伯と共にイングランドに帰国した。

## 結婚と子女
1420年、アリスはリチャード・ネヴィルと結婚した。夫リチャードは、1428年に父トマス・モンタギューが亡くなった後、妻の権利により第5代ソールズベリー伯となった。その後、アリスはソールズベリー女伯の称号を与えられた。
一族の主な居城はバークシャーのビシャム・マナーであったが、領地は主にハンプシャーとウィルトシャーのクライストチャーチ周辺に広がっていた。
夫リチャードは1460年に斬首された。アリスは1462年12月9日より前に亡くなり、ビシャム修道院のモンタギュー廟に埋葬された。
アリスとリチャードの間には、幼児期を生き延びた10人の子供がいた。
- ジョーン（1424年頃 - 1462年） - 第16代アランデル伯ウィリアム・フィッツアランと結婚
- セシリー（1425年頃 - 1450年） - 初代ウォリック公ヘンリー・ビーチャム（1446年没）と結婚、次に初代ウスター伯ジョン・ティプトフト（1470年没）と結婚[6]。
- リチャード（1428年 - 1471年） - ウォリック伯、第6代ソールズベリー伯。第16代ウォリック女伯アン・ビーチャムと結婚[7]、娘アン・ネヴィルはリチャード3世の王妃となる[8]。
- トマス（1429年頃 - 1460年） - 1449年に騎士に叙され、ウェイクフィールドの戦いで戦死[9]
- アリス（1430年頃 - 1503年） - 第5代フィッツヒュー男爵ヘンリー・フィッツヒューと結婚[5][10]。曾孫がヘンリー8世の6人目の王妃キャサリン・パーである。
- ジョン（1431年 - 1471年） - モンターギュ侯。イザベル・イングルズソープと結婚[11]。
- ジョージ（1432年 - 1476年） - ヨーク大司教、イングランド大法官[12]
- エレノア（1438年頃 - 1482年） - 第2代スタンリー男爵トマス・スタンリー（後にダービー伯）と結婚[6]
- キャサリン（1442年 - 1503年） - 最初に第6代ハリントン男爵ウィリアム・ボンヴィルと、次に初代ヘイスティングス男爵ウィリアム・ヘイスティングスと結婚。
- マーガレット（1444年頃 - 1506年） - 第13代オックスフォード伯ジョン・ド・ヴィアーと結婚[13]